# Девим дю Вальге, Анн Пьер Жак
Анн Пьер Жак де Вим дю Вальге или Девим дю Вальге (фр. Anne-Pierre-Jacques Devismes (de Vismes) du Valgay; 1745, Париж — 1819, Кодбек-ан-Ко) — французский театральный и музыкальный деятель.
Сын Пьера Мартена де Вима (1711—1777), занимавшего должность королевского секретаря. Начал карьеру государственного служащего, занимал должность вице-директора Генерального откупа. В 1777 г. был назначен директором Королевской академии музыки, то есть, собственно, Парижской оперы. На этом посту развернул активную деятельность по обновлению и расширению репертуара, привлёк к сотрудничеству композитора Никколо Пиччини, чем вызвал шумный конфликт между сторонниками различных тенденций в развитии национальной оперы (так называемая «Война глюкистов и пиччинистов»). После многочисленных скандалов и интриг полномочия Девима были сперва урезаны (в 1779 году), а затем в 1780 г. последовала его отставка. В 1799—1801 гг., однако, он вновь оказался у руководства Парижской оперой. В начале XIX века две оригинальные комедии Девима были поставлены в парижском Театре Монтансье. В 1806 г. он выпустил книгу «Пазилогия, или О музыке как всеобщем языке» (фр. Pasilogie, ou De la musique considérée comme langue universelle). Написал также исторический роман «Элеонора д’Амбуаз, герцогиня Бретани» (фр. Éléonore d'Amboise, duchesse de Bretagne). С 1810 года жил на покое в Нормандии.
Жена Девима, Жанна Ипполита Девим, урождённая Муару (фр. Jeanne-Hippolyte Devismes née Moyroud; 1765—1808?), была пианисткой, ученицей Даниэля Штейбельта; её опера «Пракситель» была поставлена в Парижской опере в 1800 г., в период руководства её мужа. Брат, Альфонс Мари Дени Девим де Сент-Альфонс (фр. Alphonse-Marie-Denis Devismes de Saint-Alphonse; 1746—1792), был актёром и либреттистом.